# مديرية الشرطة القضائية (الجزائر)
مديرية الشرطة القضائية هي إحدى المديريات المركزية المختصة على مستوى المديرية العامة للأمن الوطني، تعمل على توجيه وتنظيم المصالح المكلفة بمعاينة الجرائم المنصوص عليها في قانون العقوبات الجزائري بالإضافة لجمع الأدلة والبحث عن المجرمين قبل فتح تحقيق من قبل الجهات القضائية.
تشرف مديرية الشرطة القضائية وتعمل على تفتيش مصالح الشرطة القضائية المتواجدة على امتداد التراب الوطني مثل:
- المصالح الولائية للشرطة القضائية على مستوى أمن الولايات
- شعبة الشرطة القضائية: على مستوى أمن الدوائر
- مكاتب الشرطة القضائية: على مستوى مراكز الأمن الحضري

## نيابات المديرية
تضم مديرية الشرطة القضائية ثلاث نيابات هي:
- نيابة المديرية للإجرام الكبير.
- نيابة المديرية للتحليل الجنائي.
- نيابة المديرية للإجرام الصغير والمتوسط.

## المصالح والفرق المركزية
تضم المديرية إحدى عشر مصلحة وقركة مركزية هي:
- مكتب مركزي وطني للأنتربول.
- المصلحة المركزية لمكافحة الاتجار غير المشروع بالمخدرات.
- المصلحة المركزية لقمع الإجرام.
- المصلحة المركزية للمتاجرة بالبشر.
- المصلحة المركزية لمكافحة جنوح الأحداث.
- المصلحة المركزية لمكافحة الاتجار غير الشرعي للأسلحة، الذخيرة والمتفجرات.
- المصلحة المركزية لمكافحة تبيض الأموال وتمويل الإرهاب.
- المصلحة المركزية لمكافحة تهريب ا لسيارات المسروقة.
- المصلحة المركزية لمكافحة جرائم الإعلام الآلي
- الفرقة المركزية لمكافحة الجرائم الاقتصادية والمالية.
- الفرقة المركزية لمكافحة الإتجار غير الشرعي للاثار وسرقة التحف الفنية

## المدراء
- مراقب الشرطة أرزقي حاج السعيد 2019
- مراقب الشرطة فراغ علي 2016[2]- 2019
- مراقب الشرطة عبد القادر قارة بو هدبة 2013-2015[3]
- عميد أول للشرطة عبد العزيز العفاني 2010-2012[4]
- عميد أول للشرطة لاج حميد 2009[5]
- عميد الشرطة محمد ايسولي 2008[6]
- عميد أول للشرطة لاج رابح 2007[7]